# 1561

## Události
- 14. dubna – odehrál se tzv. norimberský nebeský úkaz
- 5. září – Ferdinand I. obnovil činnost Pražského arcibiskupství, jehož činnost dosud suplovala pražská kapitula. Prvním arcibiskupem obnoveného arcibiskupství byl Antonín Brus z Mohelnice.
- Edikt orleánský pozastavuje perzekuce hugenotů
- Madrid se stává hlavním městem Španělska
- Švédsko převzalo kontrolu na Tallinnem
- katedrála sv. Pavla v Londýně je těžce poškozena požárem
- Michelangelo Buonarroti dokončil v Římě stavbu baziliky Santa Maria degli Angeli e dei Martiri

### Probíhající události
- 1545–1563 – Tridentský koncil
- 1558–1583 – Livonská válka

## Věda, kultura a sport
- Ruy Lopéz vydává knihu Libro de la invencion liberal y arte del juego del Axedrez, jednu z prvních šachových učebnic
- V Královci byl vydán pruský překlad Lutherova Katechismu.

## Narození
Česko
- 13. ledna – Šimon Podolský z Podolí, český malíř a kartograf († 1617)
- 30. července – Jan V. z Pernštejna, moravský šlechtic († 30. září 1597)
- 16. prosince – Amand Polan z Polansdorfu, teolog a spisovatel († 17. července 1610)
- ? – Valentin Kochan z Prachové, měšťan, člen direktoria českých stavů v době stavovského povstání († 21. června 1621)

Svět
- 6. ledna – Thomas Fincke, dánský matematik a fyzik († 1656)
- 22. ledna – Sir Francis Bacon, anglický filosof, vědec a státník († 9. dubna 1626)
- únor – Henry Briggs, anglický matematik († 26. ledna 1630)
- 4. března – Naomasa Ii, japonský daimjó († 24. března 1602)
- 9. března – Václav Habsburský, syn císaře Maxmiliána II. († 22. září 1578)
- 26. června – Erdmuthe Braniborská, braniborská princezna a pomořanská vévodkyně († 13. listopadu 1623)
- 11. července – Luis de Góngora y Argote, španělský básník († 1627)
- 17. července – Jacopo Corsi, italský skladatel († 1602
- 4. srpna – John Harington, anglický spisovatel († 1612)
- 20. srpna – Jacopo Peri, italský skladatel († 12. srpna 1633)
- 25. srpna – Philippe van Lansberge, holandský astronom († 8. prosince 1632)
- 29. září – Adriaan van Roomen, belgický matematik († 1615)
- 7. prosince – Kikkawa Hiroie, japonský politik († 1625)
- 9. prosince – Edwin Sandys, zakladatel anglické kolonie ve Virginii († 1629)
- ? – Johann Bernhard z Fünfkirchenu, rakouský šlechtic, bojovník proti habsburskému absolutismu († 1621)
- ? – Johann Siebmacher, německý malíř erbů, mědirytec, grafik († 23. března 1611)

## Úmrtí
Česko
- 8. března – Martin Abdon, český protestantský kněz (* 1529)
- 17. července – Vojtěch z Pernštejna, moravský šlechtic (* 7. října 1532)

Svět
- 31. ledna Menno Simons, nizozemský náboženský vůdce anabaptistů (* asi 1496)
- 26. února – Jorge de Montemayor, španělský spisovatel (* 1520)
- 3. května – Nikolaus Herman, německý kantor a hudební skladatel žijící v Čechách (* 1480/1500)
- 16. května – Jan Amor Tarnowski, polský šlechtic (* 1488)
- 6. června – Kateřina Meklenburská, meklenburská princezna a saská vévodkyně (* 1487)
- 10. července – Rüstem Paša, velkovezír Osmanské říše (* 1500 nebo 1507)
- 28. srpna – Jacqueline de Longwy, vévodkyně z Montpensier (* asi 1520)
- 27. října – Lope de Aguirre, baskický rebel a konkvistador (* 1510)
- 4. listopadu – Claude Garamond, francouzský typograf (* 1480 nebo 1499)
- ? – Alonso Berruguete, španělský sochař a malíř (* asi 1488)
- ? – Hans Bocksberger starší, malíř doby vrcholné renesance (* ? 1510)

## Hlavy států
- České království – Ferdinand I.
- Svatá říše římská – Ferdinand I.
- Papež – Pius IV.
- Anglické království – Alžběta I.
- Francouzské království – Karel IX.
- Polské království – Zikmund II. August
- Uherské království – Ferdinand I.
- Osmanská říše – Sulejman I.
- Perská říše – Tahmásp I.